# Віковий ценз
Віковий ценз — офіційне вікове обмеження виборчого права громадян[джерело?]. Володіння правом голосу передбачає, що виборець спроможний мати свою думку з політичних питань і висловлювати її. Вважається, що така здатність формується з настанням повноліття. Вік сьогодні становить головний виборчий ценз. До 1960-х, навіть до 1970-х рр. віковий ценз становив переважно 21 рік. У більшості європейських країн віковий ценз було встановлено в межах 21-25 років. Такий підхід об'єктивно обмежував політичну активність молоді. Тільки в другій половині ХХ ст. динаміка суспільно-політичного життя призвела до зниження вікового цензу для активного виборчого права.
У Великій Британії право брати участь у виборах з 18 років було встановлено в 1969 р., в США — у 1971 р., у Франції — в 1981 р., у Греції — в 1982 р. У чотирьох країнах — Бразилії, Кубі, Ірані та Нікарагуа встановлена ще нижча вікова межа для активного виборчого права.
Так у Німеччині віковий ценз послідовно був знижений спочатку до 21 року, а потім до 18 років. Однак сьогодні в деяких федеральних землях Німеччини вік для участі в муніципальних виборах знижений уже до 16 років. Більше того, сьогодні пропагується фактично здійснюване батьками «дитяче виборче право», з яким пов'язують надії на доброчинний вплив на сімейне законодавство. Але через те, що в дійсності мова йде про подвійне або навіть багаторазове виборче право для батьків, а представництво як таке при ухваленні виборчого рішення не сумісне з принципами демократичного виборчого процесу, то шанси на ще більше зниження віку виборчої активності, мабуть, незначні.
У Швейцарії та Японії віковий ценз і зараз дорівнює 20 рокам. Водночас і в наші дні зберігається різниця між віковим цензом для активного і пасивного виборчого права. Перший, за загальним правилом нижчий, ніж другий. Віковий ценз пасивного виборчого права встановлено в межах 23-25 років для депутатів нижніх палат парламентів і 30-40 років для верхніх палат. Наприклад, на виборах до нижньої палати парламенту Великої Британії віковий ценз для активного виборчого права становить 18 років, для пасивного — 21 рік, у Франції, відповідно, — 18 і 23 роки, в Бельгії, Італії, Канаді, Нідерландах, США та деяких інших країнах — 18 і 25 років, Японії — 20 і 25 років. Водночас у Фінляндії і Швейцарії вікові цензи для активного і пасивного виборчого права збігаються. Це ж стосується і ФРН. Характерно, що на виборах до верхньої палати там, де вони обираються, віковий ценз для пасивного виборчого права звичайно вищий, ніж до нижньої. Так, в США правом бути обраними до палати представників наділені всі громадяни 25-річного віку, а до сенату — 30-річного. У інших країнах відповідні цензи дорівнюють: Бельгія і Італія — 25 і 40 років, Франція — 23 і 25, Японія — 25 і 40, Японія — 25 і 30. У Італії навіть ценз для активного виборчого права до верхньої палати вищий, ніж до нижньої, і дорівнює 25 рокам.
У Корейській Народній Демократичній Республіці (КНДР) існує найнижчий у світі віковий ценз для обрання — 17 років, а найвищі показники спостерігаємо в Екваторіальній Гвінеї (45 років), Єгипті, Йорданії, Кувейті та Туреччині (30 років). У двох країнах встановлено і верхню вікову межу для обрання — 60 років у Екваторіальній Гвінеї і 75 років у Ірані.
В Україні право обирати до органів влади мають усі її громадяни, яким на день голосування виповнилося 18 років, а бути обраним народним депутатом України — ті, хто на день виборів досяг 21 року. Президентом України може бути обраний громадянин України, який досяг 35 років. Передбачений вісімнадцятирічний вік (на день виборів) виборця встановлений безпосередньо Конституцією України (ст. 70). Це зумовлено тим, що саме з настанням зазначеного віку чинне законодавство України (зокрема Цивільний кодекс України) пов'язує набуття особою повної дієздатності, тобто здатності особи самій і на власний розсуд розпоряджатися своїми правами і нести відповідальність за вчинені дії. Такий вік вважається достатнім для того, щоб приймати обґрунтовані й усвідомлені рішення, які реалізуються в ході голосування, про делегування своєї влади своїм представникам. Визначений віковий ценз може бути підтверджений лише наступними документами: паспортом громадянина України, паспортом громадянина України для виїзду за кордон, тимчасовим посвідченням громадянина України, дипломатичним паспортом, службовим паспортом, посвідченням особи моряка, посвідченням члена екіпажу, військовим квитком для військовослужбовців строкової служби. Дані документи визнані законом також як такі, що підтверджують і громадянство виборця.